# Deborah Brown

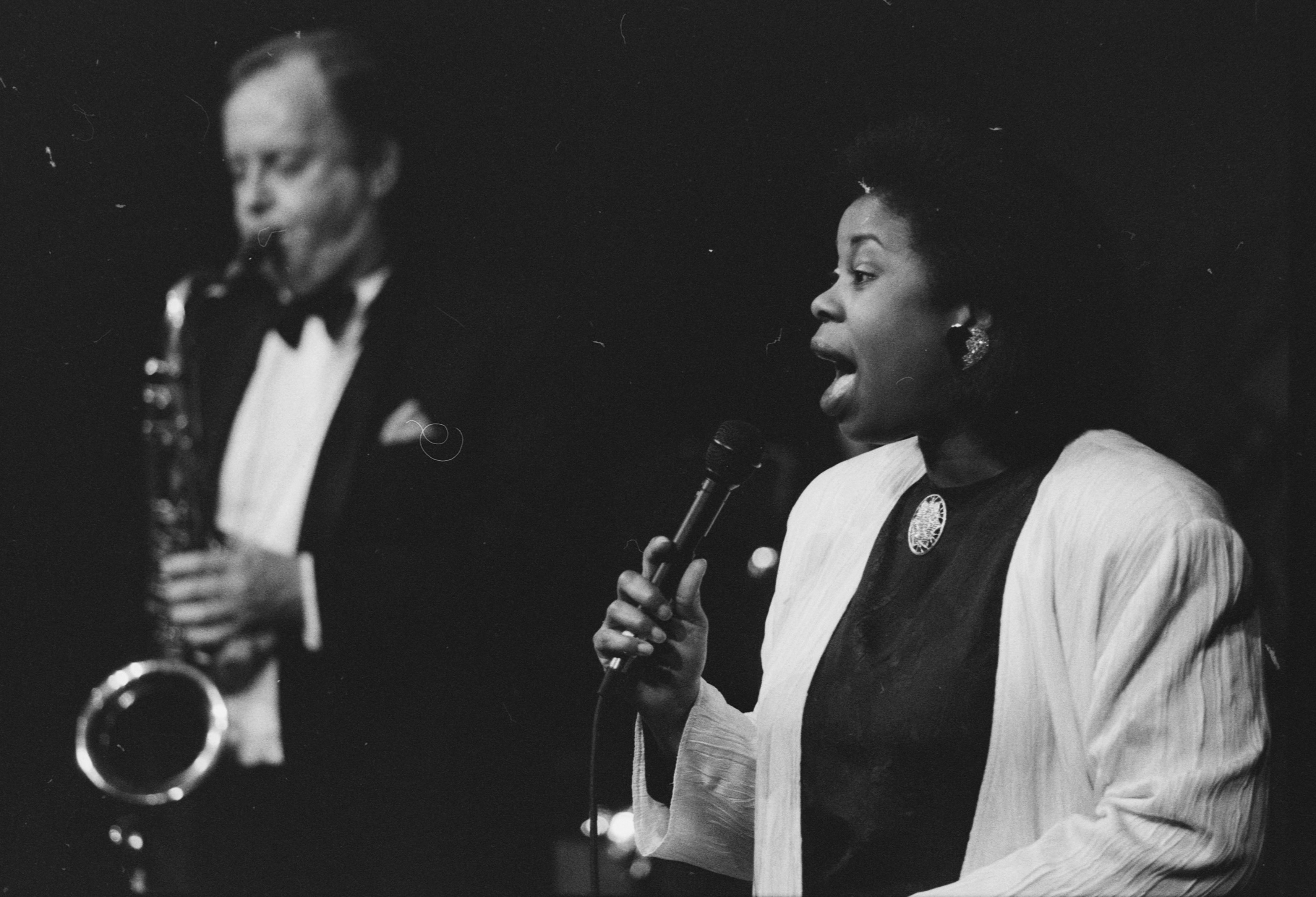
Deborah Brown (Concertgebouw Amsterdam, 1989)

Deborah Brown (* um 1952 in Kansas City (Missouri)) ist eine US-amerikanische Jazzsängerin, die vor allem international bekannt wurde.

## Leben und Wirken
Brown, deren Mutter klassische Musikerin und Akkordeonlehrerin war, erhielt zunächst Geigenunterricht, um dann Akkordeon und letztlich bei ihrer Großmutter Klavier zu lernen. Sie begann ein Studium auf der örtlichen Universität, um nach kurzer Unterrichtung durch George Peckham mit 20 Jahren professionell als Sängerin zu arbeiten. Sie tourte zunächst mit verschiedenen Gruppierungen in den USA und trat unter anderem in einer Bigband in Las Vegas auf, um George Carlin zu begleiten.
Brown verbrachte die Zeit zwischen 1985 und 1995 in Europa, wo sie von Amsterdam aus arbeitete; auch tourte sie im Fernen Osten. Mit dem Trio von Jack van Poll nahm sie 1985 ihr Debütalbum auf. Dann leitete sie die Band Jazz 4 Jazz mit Horace Parlan, Red Mitchell und Ed Thigpen. Weiterhin trat sie in den Niederlanden mit der Bigband von Ruud Bos, in Russland mit dem Orchester Oleg Lundstrem, in Skandinavien mit der Sandviken Big Band (Album  The Song Is You 1989 für Four Leaf) und mit Klüvers Big Band auf. Sie nahm Alben mit Zbigniew Namysłowski, David Linx, Pierre Van Dormael, Jan Lundgren, Niels Lan Doky und Chris Minh Doky ebenso wie mit Johnny Griffin oder Benny Bailey auf.
Seitdem lebt Brown wieder in den USA; 2005 veröffentlichte sie ein Duo mit dem Gitarristen Joe Beck, tritt dort aber kaum auf, sondern tourt mit wenigen Ausnahmen international.

## Diskographische Hinweise
- Jazz 4 Jazz (Reaction Records 1991, mit Horace Parlan, Red Mitchell und Ed Thigpen)
- Zbigniew Namysłowski & Deborah Brown Double Trouble (Koch Jazz 1994, mit Artur Dutkiewicz, Jacek Niedziela, Krzysztof Przybyłowicz)
- Songbird (Jazz 'N Pulz, 2002)
- Deborah Brown/Joe Beck I Found My Thrill (Jazz Voix Records 2005)
- Deborah Brown with the Eric Ineke Jazzxpress Featuring Bart van Lier, Benjamin Herman For the Love of Ivie (Daybreak 2008)
- Kansas City Here I Come (Agora 2017, mit Kevin Mahogany, Sylwester Ostrowski, Rob Bargad, Essiet Okon Essiet bzw. Joris Teepe, Newman Taylor Baker und dem NFM Leopoldinum Chamber Orchestra unter Christian Danowicz)[1]